# Estadi Municipal de Montilivi
L'Estadi Municipal de Montilivi, inaugurat el 14 d'agost de 1970, és el camp de futbol en el qual juga el Girona FC. Està situat al barri de Montilivi de la ciutat de Girona.
Té actualment una capacitat per a 14.624 espectadors. L'any 2008, amb l'ascens del Girona FC a Segona Divisió, el club es veu obligat a posar cadires a tota la graderia. Entre el 2009 i el 2010 l'estadi va patir una altra reforma, es va refer la grada est, que durant la dècada dels 90 s'havia esfondrat i restava coberta per una lona amb publicitat. El rècord d'assistència a l'estadi és de 25.000 espectadors, durant un partit enfront del FC Barcelona, a principis dels anys 70.
Al costat de l'Estadi de Montilivi hi havia un camp auxiliar (d'entrenament) amb unes dimensions menors (90 x 45 m) també de gespa natural fins al final de la temporada 2017-2018. Amb l'ampliació de la graderia de gol sud, s'aprofita per substituir el camp d'entrenament per al nou pàrquing destinat a socis VIPs.
Actualment, el Girona FC, disposa de nous equipaments a Vilobí d'Onyar ocupen 20.000 m2, inclouen dos camps de futbol, un d'addicional més petit, un gimnàs i àrees per a fisioterapeutes i metges. El president Delfí Geli i Roura destaca que el club ara disposa de les instal·lacions que requereix un equip de Primera Divisió.
Després de l'ascens del Girona FC a la Primera Divisió el juny de 2017, el club havia augmentat l'aforament fins a gairebé 15.000 seients, per quedar en 11.200 un cop el club tornà a la Segona Divisió. En tornar a Primera Divisió, augmentà als 14.624 seients que hi ha actualment.

## Distribució dels seients
Distribució dels seients quan l'equip jugava a Primera Divisió:
| Zona                 | Capacitat |
| -------------------- | --------- |
| Tribuna              | 1.245     |
| Preferent (superior) | 2.000     |
| Preferent            | 2.067     |
| Gol Nord (superior)  | 2.000     |
| Gol Nord             | 2.511     |
| Gol Sud (superior)   | 1.000     |
| Gol Sud              | 3.152     |
| Zona Visitant        | 311       |
| TOTAL                | 14.286    |

## Comunicacions
| Servei             | Estació                | Distancia del Camp |
| ------------------ | ---------------------- | ------------------ |
| Autobús            | TMG                    | 50 m               |
| Tren (Renfe)       | Estació de Girona      | 2,5 km             |
| Aeroport de Girona | Riudellots de la Selva | 11 km              |